# Monampteuil
Monampteuil település Franciaországban, Aisne megyében. Lakosainak száma 123 fő (2022. január 1.). Monampteuil Chevregny, Laval-en-Laonnois, Ostel, Urcel és Pargny-et-Filain községekkel határos.

## Népesség
A település népességének változása:
| Lakosok száma | 113  | 113  | 123  | 132  | 133  | 131  | 131  | 126  | 124  | 123  |
|               | 1968 | 1982 | 1990 | 2006 | 2013 | 2015 | 2017 | 2019 | 2020 | 2022 |